# Diachrysia chryson
Diachrysia chryson là một loài bướm đêm trong họ Noctuidae.

## Hình ảnh

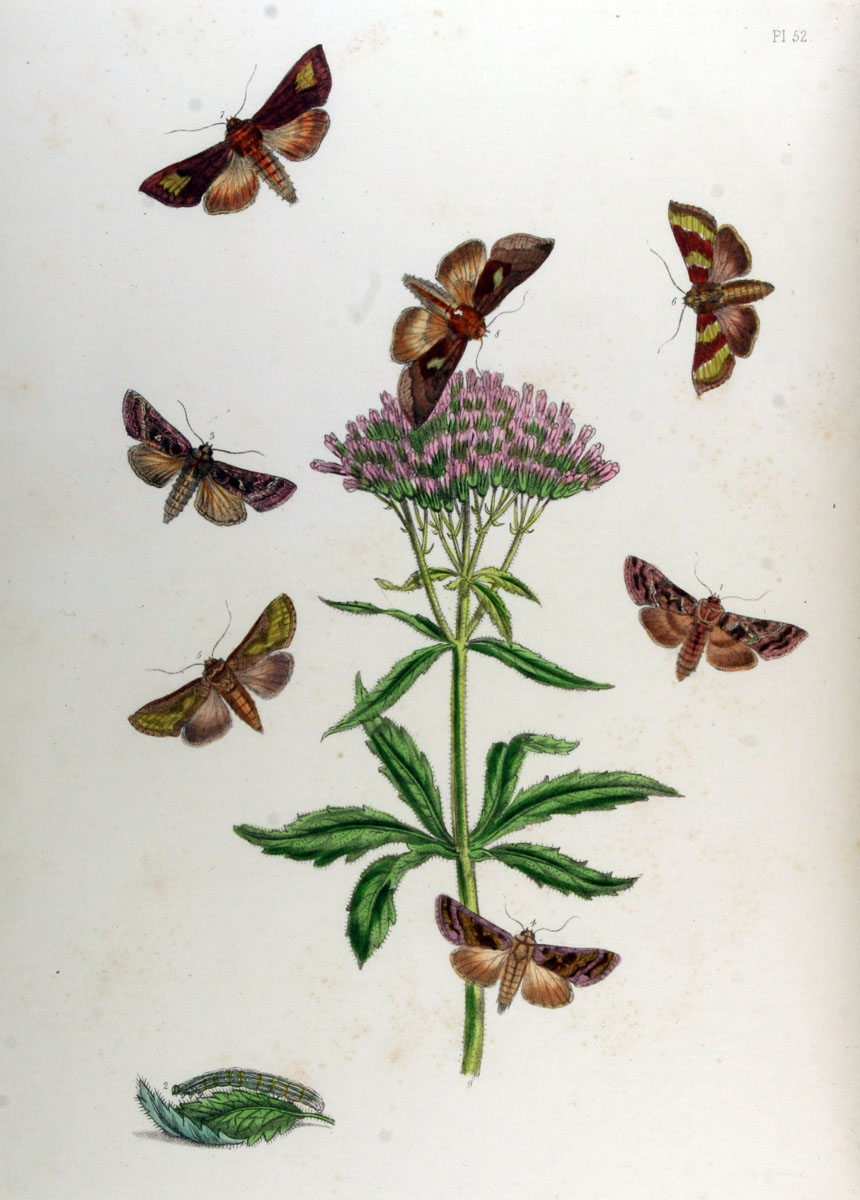
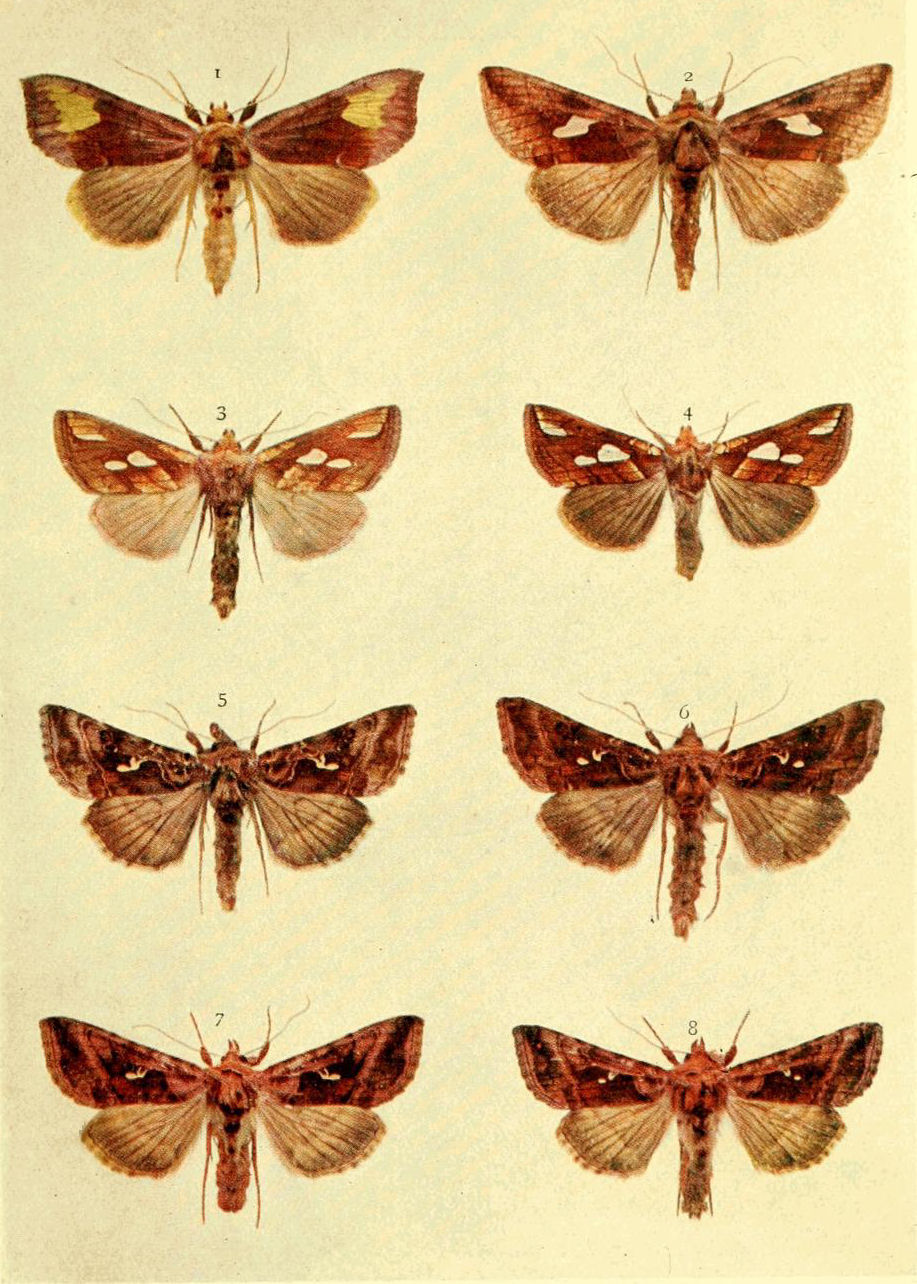